# Puebla de la Reina
Puebla de la Reina je španělská obec situovaná v provincii Badajoz (autonomní společenství Extremadura).

## Poloha
Obec je vzdálena 30,6 km od města Almendralejo, 44,1 km od Méridy a 94 km od města Badajoz. Patří do okresu Tierra de Barros a soudního okresu Villafranca de los Barros.

## Historie
V roce 1594 tvořila obec část provincie León de la Orden de Santiago a čítala 198 obyvatel. V roce 1834 se obec stává součástí soudního okresu Almendralejo. V roce 1842 čítala obec 150 usedlostí a 606 obyvatel.

## Odkazy

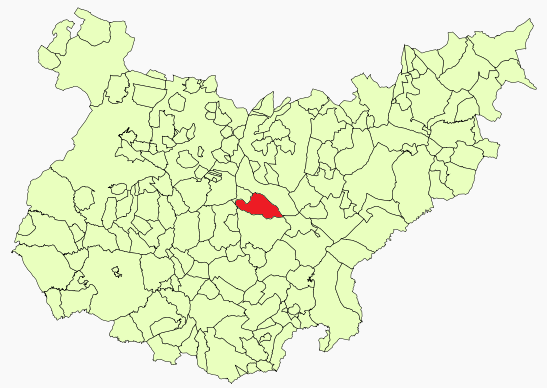
Poloha obce v provincii Badajoz

## Demografie
| Populace obce Puebla de la Reina z let (1842–2010) | Populace obce Puebla de la Reina z let (1842–2010) | Populace obce Puebla de la Reina z let (1842–2010) | Populace obce Puebla de la Reina z let (1842–2010) | Populace obce Puebla de la Reina z let (1842–2010) | Populace obce Puebla de la Reina z let (1842–2010) | Populace obce Puebla de la Reina z let (1842–2010) | Populace obce Puebla de la Reina z let (1842–2010) | Populace obce Puebla de la Reina z let (1842–2010) | Populace obce Puebla de la Reina z let (1842–2010) | Populace obce Puebla de la Reina z let (1842–2010) | Populace obce Puebla de la Reina z let (1842–2010) | Populace obce Puebla de la Reina z let (1842–2010) | Populace obce Puebla de la Reina z let (1842–2010) | Populace obce Puebla de la Reina z let (1842–2010) | Populace obce Puebla de la Reina z let (1842–2010) | Populace obce Puebla de la Reina z let (1842–2010) | Populace obce Puebla de la Reina z let (1842–2010) |
| -------------------------------------------------- | -------------------------------------------------- | -------------------------------------------------- | -------------------------------------------------- | -------------------------------------------------- | -------------------------------------------------- | -------------------------------------------------- | -------------------------------------------------- | -------------------------------------------------- | -------------------------------------------------- | -------------------------------------------------- | -------------------------------------------------- | -------------------------------------------------- | -------------------------------------------------- | -------------------------------------------------- | -------------------------------------------------- | -------------------------------------------------- | -------------------------------------------------- |
| 1842                                               | 1857                                               | 1860                                               | 1877                                               | 1887                                               | 1897                                               | 1900                                               | 1910                                               | 1920                                               | 1930                                               | 1940                                               | 1950                                               | 1960                                               | 1970                                               | 1981                                               | 1991                                               | 2001                                               | 2010                                               |
| 606                                                | 881                                                | 1 070                                              | 910                                                | 1 025                                              | 977                                                | 991                                                | 993                                                | 1 380                                              | 1 938                                              | 1 715                                              | 2 079                                              | 1 875                                              | 1 137                                              | 865                                                | 881                                                | 898                                                | 859                                                |